# Teleologia
Teleologia (gr. télos – cel i logos – badanie) – teoria porządku celowego i pogląd, że porządek celowy zachodzi aktualnie w danej dziedzinie, zwłaszcza w całej rzeczywistości lub w całej rzeczywistości historycznej; dla tego drugiego znaczenia stosuje się także termin finalizm.
Celowe wyjaśnianie rzeczywistości przyrodniczej dominowało w myśli europejskiej od czasów Arystotelesa, który uznał przyczynę celową za nadrzędną wobec przyczyny sprawczej, a zakończyło wraz ze wczesnonowożytną rewolucją w metodologii fizyki, zwłaszcza dzięki Galileuszowi. Ukształtował się wtedy model objaśniania rzeczywistości przyrodniczej wyłącznie za pomocą przyczyn sprawczych, tzw. "przyczynowe wyjaśnianie rzeczywistości". Celowe wyjaśnianie rzeczywistości historycznej, społecznej i moralnej ukształtował natomiast przede wszystkim Augustyn z Hippony i nie zostało ono naruszone przez zmiany metodologiczne w naukach przyrodniczych.
Pojęcia celowości i teleologii zostały ponownie rozpatrzone przez Kanta w Krytyce władzy sądzenia – Kant szczególnie wyraźnie dostrzegł rozdźwięk między determinizmem i odwoływaniem się do przyczyn sprawczych, które panowały w wyjaśnianiu natury, a indeterminizmem i potrzebą wyjaśnienia możliwości wolności ludzkiej w odniesieniu do rzeczywistości moralnej. Za sprawą kontynuatorów Kanta — Hegla i Schellinga — powstały próby nowego uzgodnienia wolności ludzkiej i konieczności praw przyrody, a nawet pewne nowe próby jej teleologicznego wyjaśniania.